# The Rolling Stones 4th British Tour 1964
The Rolling Stones 4th British Tour 1964 – szósta w historii i piąta z sześciu tras odbytych w 1964 przez grupę The Rolling Stones.

## The Rolling Stones
- Mick Jagger – wokal prowadzący, harmonijka
- Keith Richards – gitara, wokal wspierający
- Brian Jones – gitara, harmonijka, wokal wspierający
- Bill Wyman – gitara basowa, wokal wspierający
- Charlie Watts – perkusja, instrumenty perkusyjne

## Lista koncertów
| Data                            | Miasto              | Kraj    | Miejsce                  |
| ------------------------------- | ------------------- | ------- | ------------------------ |
| 5 września 1964 2 koncerty      | Londyn              | Anglia  | Astoria Theatre          |
| 6 września 1964 2 koncerty      | Leicester           | Anglia  | Odeon Theatre            |
| 8 września 1964 2 koncerty      | Colchester          | Anglia  | Odeon Theatre            |
| 9 września 1964 2 koncerty      | Luton               | Anglia  | Odeon Theatre            |
| 10 września 1964 2 koncerty     | Cheltenham          | Anglia  | Odeon Theatre            |
| 11 września 1964 2 koncerty     | Cardiff             | Walia   | Capitol Theatre          |
| 13 września 1964 2 koncerty     | Liverpool           | Anglia  | Liverpool Empire Theatre |
| 14 września 1964 2 koncerty     | Chester             | Anglia  | ABC Theatre              |
| 15 września 1964 2 koncerty     | Manchester          | Anglia  | Odeon Theatre            |
| 16 września 1964 2 koncerty     | Wigan               | Anglia  | ABC Theatre              |
| 17 września 1964 2 koncerty     | Carlisle            | Anglia  | ABC Theatre              |
| 18 września 1964 2 koncerty     | Newcastle upon Tyne | Anglia  | Odeon Theatre            |
| 19 września 1964 2 koncerty     | Edynburg            | Szkocja | Usher Hall               |
| 20 września 1964 2 koncerty     | Stockton-on-Tees    | Anglia  | ABC Theatre              |
| 21 września 1964 2 koncerty     | Kingston upon Hull  | Anglia  | ABC Theatre              |
| 22 września 1964 2 koncerty     | Lincoln             | Anglia  | ABC Theatre              |
| 24 września 1964 2 koncerty     | Doncaster           | Anglia  | Gaumont Theatre          |
| 25 września 1964 2 koncerty     | Hanley              | Anglia  | Gaumont Theatre          |
| 26 września 1964 2 koncerty     | Bradford            | Anglia  | Gaumont Theatre          |
| 27 września 1964 2 koncerty     | Birmingham          | Anglia  | Birmingham Hippodrome    |
| 28 września 1964 2 koncerty     | Romford             | Anglia  | Odeon Theatre            |
| 29 września 1964 2 koncerty     | Guildford           | Anglia  | Odeon Theatre            |
| 1 października 1964 2 koncerty  | Bristol             | Anglia  | Colston Hall             |
| 2 października 1964 2 koncerty  | Exeter              | Anglia  | Odeon Theatre            |
| 3 października 1964 2 koncerty  | Londyn              | Anglia  | Edmonton, Regal Theatre  |
| 4 października 1964 2 koncerty  | Southampton         | Anglia  | Gaumont Theatre          |
| 5 października 1964 2 koncerty  | Wolverhampton       | Anglia  | Gaumont Theatre          |
| 6 października 1964 2 koncerty  | Watford             | Anglia  | Gaumont Theatre          |
| 8 października 1964 2 koncerty  | London              | Anglia  | Lewisham, Odeon Theatre  |
| 9 października 1964 2 koncerty  | Ipswich             | Anglia  | Gaumont Theatre          |
| 10 października 1964 2 koncerty | Southend-on-Sea     | Anglia  | Odeon Theatre            |
| 11 października 1964 2 koncerty | Brighton            | Anglia  | Brighton Hippodrome      |